# Phaegorista
Phaegorista là một chi bướm đêm thuộc họ Erebidae.

## Các loài
- Phaegorista agaristoides Boisduval, [1836]
- Phaegorista bicurvata Gaede, 1926
- Phaegorista bisignibasis Prout, 1918
- Phaegorista enarges Tams, 1930
- Phaegorista formosa Butler, 1877
- Phaegorista leucomelas (Herrich-Schäffer, [1855])
- Phaegorista prouti Joicey & Talbot, 1921
- Phaegorista rubriventris Aurivillius, 1925
- Phaegorista similis Walker, 1869
- Phaegorista trialbata Prout, 1918
- Phaegorista xanthosoma Hampson, 1910

## Hình ảnh

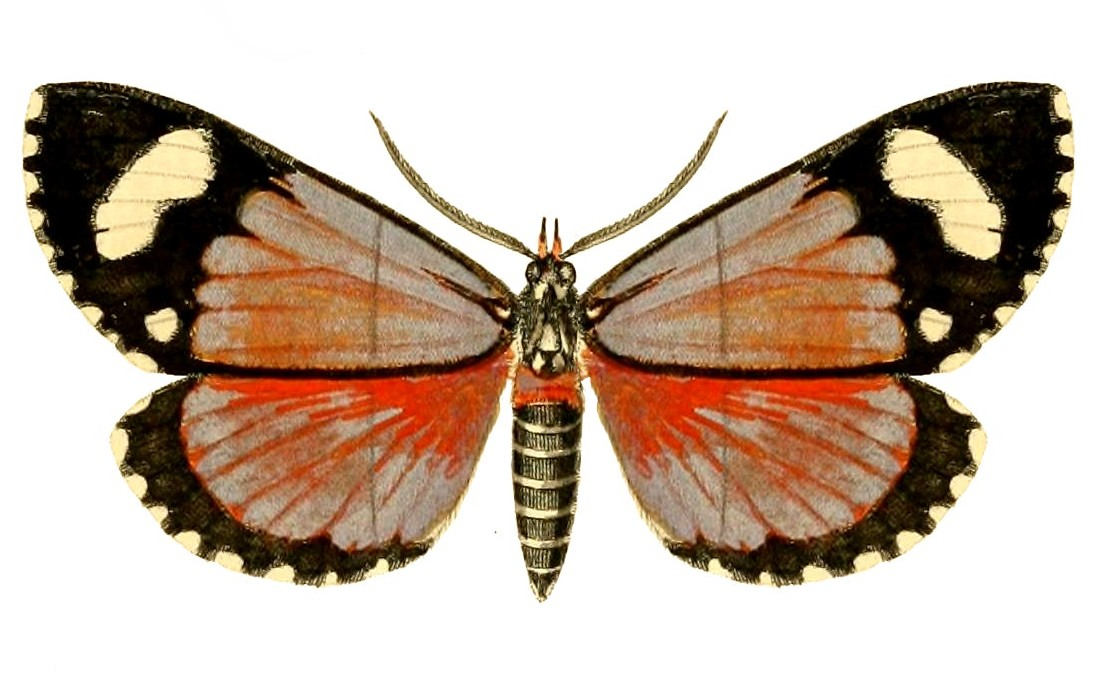